# Shiraoka
Shiraoka (japanska: 白岡市?, Shiraoka-shi) är en stad i Saitama prefektur i Japan. Staden fick stadsrättigheter 2012.